# Paterson (Australia)
Paterson – miasto w Australii, w stanie Nowa Południowa Walia.